# Ébersviller

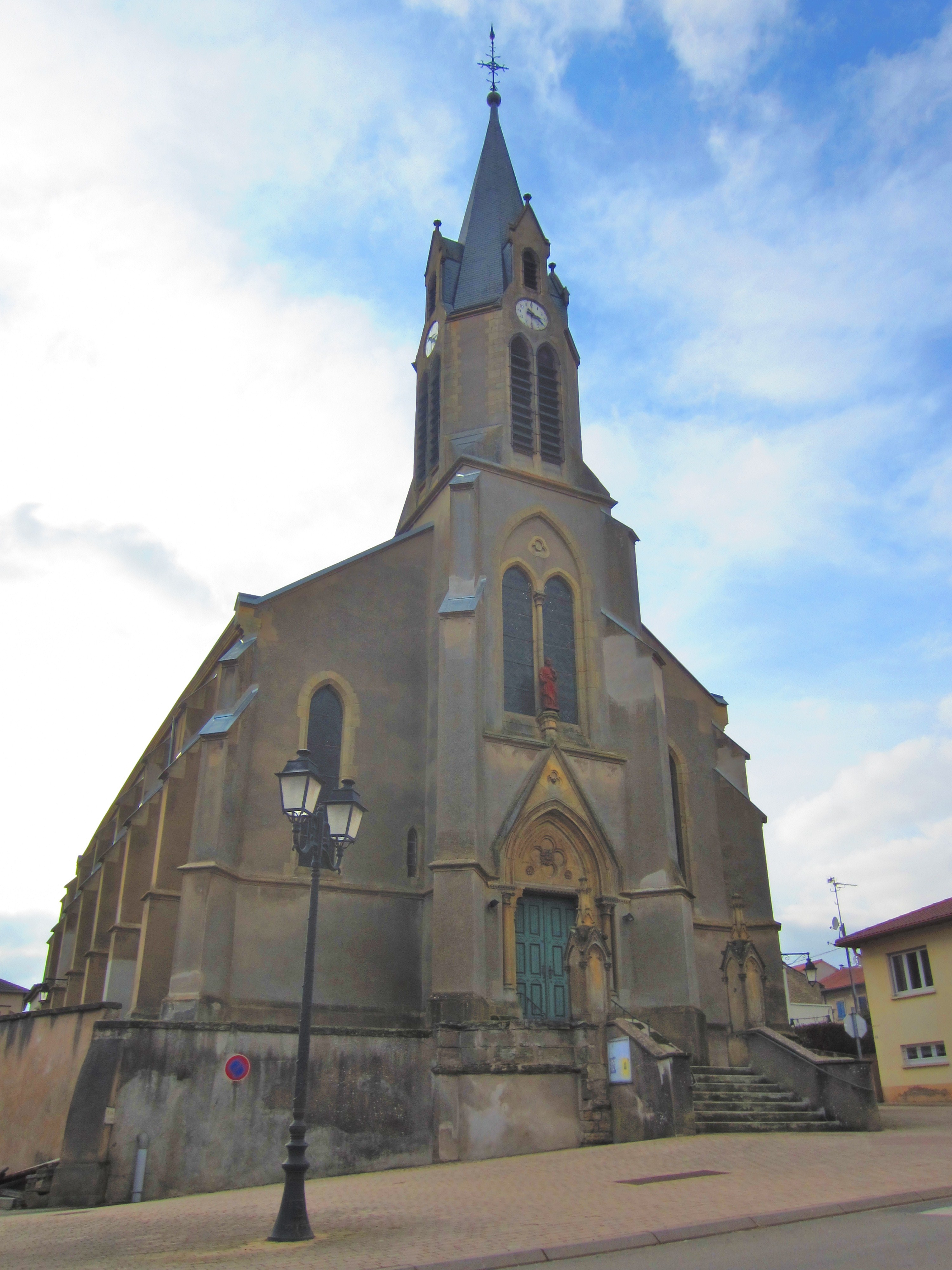
Kirche St. Pierre

Ébersviller (deutsch Ebersweiler) ist eine französische Gemeinde mit 963 Einwohnern (Stand 1. Januar 2022) im Département Moselle in der Region Grand Est (bis 2015 Lothringen).

## Geographie
Die Gemeinde liegt in Lothringen, 26 Kilometer nordöstlich von Metz, 17 Kilometer nordwestlich von Boulay-Moselle (Bolchen), sieben Kilometer westlich vom Bouzonville (Busendorf) und zehn Kilometer von der deutsch-französischen Grenze entfernt.
Ein Weiler im Norden, Férange (deutsch Fehringen), ist seit dem 26. April 1811 eingemeindet.

## Geschichte
Der Ort wurde erstmals 960 als Everonisvilla erwähnt. Weitere Namen waren Ebersweiller (1755) und Ebersweiler (1793). Die Ortschaft gehörte früher zum Herzogtum Lothringen im Heiligen Römischen Reich.
Durch den Frankfurter Frieden vom 10. Mai 1871 kam das Gebiet an das deutsche Reichsland Elsaß-Lothringen, und das Dorf wurde dem Kreis Bolchen im Bezirk Lothringen zugeordnet. Die Dorfbewohner betrieben Getreide-, Wein- und Obstbau sowie Viehzucht.
Nach dem Ersten Weltkrieg musste die Region aufgrund der Bestimmungen des Versailler Vertrags 1919 an Frankreich abgetreten werden. Im Zweiten Weltkrieg war die Region von der deutschen Wehrmacht besetzt.

### Bevölkerungsentwicklung
| Jahr      | 1962 | 1968 | 1975 | 1982 | 1990 | 1999 | 2006 | 2019 |
| Einwohner | 430  | 499  | 472  | 502  | 588  | 660  | 787  | 954  |

## Sehenswürdigkeiten
- Kirche St. Pierre von 1878
- Festung der Maginot-Linie Ouvrage Michelsberg